# JAMBOREE TOUR 2009 〜さざなみOTRカスタム at さいたまスーパーアリーナ〜
『JAMBOREE TOUR 2009 〜さざなみOTRカスタム at さいたまスーパーアリーナ〜』（ジャンボリー・ツアー 2009 さざなみオーティーアールカスタム　アット-）は、日本のロックバンド・スピッツのライブDVD。2009年11月4日にユニバーサルミュージックより発売。

## 概要
- スピッツ初のアリーナツアーとなった『SPITZ JAMBOREE TOUR 2009 "さざなみOTR カスタム"』4公演のうち、2009年1月18日の埼玉公演の模様を収録。1公演のみの模様を収録したライブビデオはこれが初である。
- 当日のアンコールで歌われた３曲（「群青」、「空も飛べるはず」、「春の歌」）はカットされている。
- DVD作品としては初の初回限定盤と通常盤の2形態での発売となる。初回盤は2DVD+2CD+写真集仕様。ボーナスDVDには『SPITZ JAMBOREE TOUR 2007-2008 "さざなみOTR"』から2008年12月2日の福島公演、2008年3月12日の神奈川公演から選曲、初のライブMCを含めて収録。CDにはDVD本編と同音源を2枚に分けて収録。

## 収録曲
1. ルキンフォー
2. Na・de・Na・deボーイ
3. けもの道
4. 桃
5. スパイダー
6. 不思議
7. 点と点
8. チェリー
9. 砂漠の花
10. ハニーハニー
11. メモリーズ・カスタム
12. 恋のうた
13. P
14. 楓
15. ロビンソン
16. ネズミの進化
17. 夜を駆ける
18. 僕のギター
19. 渚
20. トンガリ'95
21. 8823
22. 俺のすべて
23. 漣

### 初回限定盤DVD
2008年12月2日 郡山市民文化センター大ホール
1. たまご
2. MC-1
3. みそか
4. MC-2
5. 君が思い出になる前に
6. 若葉
7. MC-3
8. スピカ

2008年3月12日 神奈川県民ホール
1. トビウオ
2. MC-5
3. 群青
4. MC-6
5. 魔法のコトバ
6. MC-7
7. ハチミツ
8. 春の歌

### 初回限定盤CD
通常盤DVDと同内容だが、一部にはDVDには収録されていないMCが収録されている。

#### Disc 3
1. ルキンフォー (4:50)
2. Na・de・Na・deボーイ (4:14)
3. けもの道 (4:34)
4. 桃 (4:00)
5. スパイダー (4:18)
6. 不思議 (4:53)
7. 点と点 (4:37)
8. チェリー (4:25)
9. 砂漠の花 (3:41)
10. ハニーハニー (4:30)
11. メモリーズ・カスタム (3:40)
12. 恋のうた (2:59)
13. P (4:29)
14. 楓 (5:32)

#### Disc 4
1. ロビンソン (5:11)
2. ネズミの進化 (3:51)
3. 夜を駆ける (5:23)
4. 僕のギター (3:21)
5. 渚 (5:00)
6. トンガリ'95 (2:59)
7. 8823 (4:25)
8. 俺のすべて (5:06)
9. 漣 (5:29)

## 参加ミュージシャン
- スピッツ
  - 草野マサムネ - vocal, guitar, percussion
  - 三輪テツヤ - guitar, background vocal
  - 田村明浩 - bass, mandorin, background vocal
  - 﨑山龍男 - drums, djambe, background vocal
- クジヒロコ - keybords, flute, background vocal